# Pemalang (regentschap)
Pemalang is een regentschap (kabupaten) in de Indonesische provincie Midden-Java op Java.

## Onderdistricten
Pemalang behelst 14 onderdistricten (kecamatan):
1. Ampelgading
2. Bantarbolang
3. Belik
4. Bodeh
5. Comal
6. Moga
7. Pemalang
8. Petarukan
9. Pulosari
10. Randudongkal
11. Taman
12. Ulujami
13. Warungpring
14. Watukumpul

Stadsgemeenten: Magelang · Surakarta · Salatiga · Semarang · Pekalongan · Tegal

Regentschappen: Banjarnegara · Banyumas · Batang · Blora · Boyolali · Brebes · Cilacap · Demak · Grobogan · Japara · Karanganyar · Kebumen · Kendal · Klaten · Kudus · Magelang · Pati · Pekalongan · Pemalang · Purbalingga · Purworejo · Rembang · Semarang · Sragen · Sukoharjo · Tegal · Temanggung · Wonogiri · Wonosobo